# Варанкіни
Вара́нкіни (рос. Варанкины) — присілок у складі Афанасьєвського району Кіровської області, Росія. Входить до складу Ічетовкінського сільського поселення.
Населення становить 356 осіб (2010, 323 у 2002).
Національний склад станом на 2002 рік — росіяни 100 %.